# Arcésilas (sculpteur)
Pour les articles homonymes, voir Arcésilas.
Arcésilas (en grec ancien Ἀρκεσίλαος / Arkesílaos) est un sculpteur grec de l'époque hellénistique récente (Ier siècle av. J.-C.).
Sa vie est peu connue. Pline l'Ancien le présente comme un familier de Lucullus et mentionne de lui des centaures portant des nymphes, commandée par Asinius Pollion, une Vénus genitrix, commandée par César et installée sur le forum de César à Rome et une lionne en marbre avec des Amours jouant autour, propriété de Varron. Il était célèbre pour vendre les modèles en plâtre de ses statues plus cher que les œuvres finies.